# Гарячі копи
«Гарячі копи» (англ. Hot Dog) — німецька комедія 2018 року. Прем'єра в світі відбулася 18 січня 2018 року, в Україні — 5 липня 2018 року. Український переклад зробила студія Tretyakoff production на замовлення Svoe kino.
Слоган: «Два копи — один мозок»

## Сюжет
Тео (Маттіас Швайґхефер) та Люк (Тіль Швайґер) працюють разом в охороні посольства однієї країни. Вони — абсолютні протилежності: Люк завжди покладається на свою силу і міць, а Тео на сто відсотків упевнений у своєму інтелекті та феноменальній пам'яті. Під час одного завдання викрали дочку посла, яку вони охороняли. Тепер напарникам доведеться забути про всі свої розбіжності та зробити все можливе, щоб врятувати дівчину.

## У ролях
| • Тіль Швайґер        | … | Люк          |
| • Маттіас Швайгхьофер | … | Тео          |
| • Енн Шефер           | … | Нікі Касулке |
| • Ліза Томашевскі     | … | Маша         |